# Бонеј (Шарант)
Бонеј (фр. Bonneuil) насеље је и општина у западној Француској у региону Поату-Шарант, у департману Шарант која припада префектури Коњак.
По подацима из 2011. године у општини је живело 266 становника, а густина насељености је износила 19,59 становника/km². Општина се простире на површини од 13,58 km². Налази се на средњој надморској висини од 100 метара (максималној 154 m, а минималној 58 m).

## Демографија
| 1962. | 1968. | 1975. | 1982. | 1990. | 1999. | 2011. |
| ----- | ----- | ----- | ----- | ----- | ----- | ----- |
| 362   | 373   | 345   | 302   | 245   | 248   | 266   |

График промене броја становника у току последњих година